# وادي المخاضة
وادي المخاضة هو واد في سراة بلاد بلقرن في محافظة بلقرن تسيل مياهه من جبل الستهاء ومن جبل أوران ومن جبل المزامير باتجاه الجنوب حتى يلتقي مع وادي المنامة ثم وادي ماسرة ثم وادي ترج ثم وادي بيشة، وعليه عدى قرى لآل الزارية ولآل سلمة من بلقرن.